# 葡萄糖醛酸还原酶
葡萄糖醛酸还原酶（英語：glucuronate reductase，EC 1.1.1.19 （页面存档备份，存于））也称为“葡糖醛酸还原酶”，是一种以NAD+或NADP+为受体、作用于供体CH-OH基团上的氧化还原酶，化学式为:C1650H2572O470N442S10。这种酶能催化以下酶促反应：
L-古洛糖酸 + NADP+ {\displaystyle \rightleftharpoons } D-葡萄糖醛酸 + NADPH + H+
葡萄糖醛酸还原酶主要参与戊糖和葡萄糖醛酸之间的转化过程以及抗坏血酸和醛糖二酸的代谢过程。这种酶也能还原D-半乳糖醛酸。